# Oastea Domnului

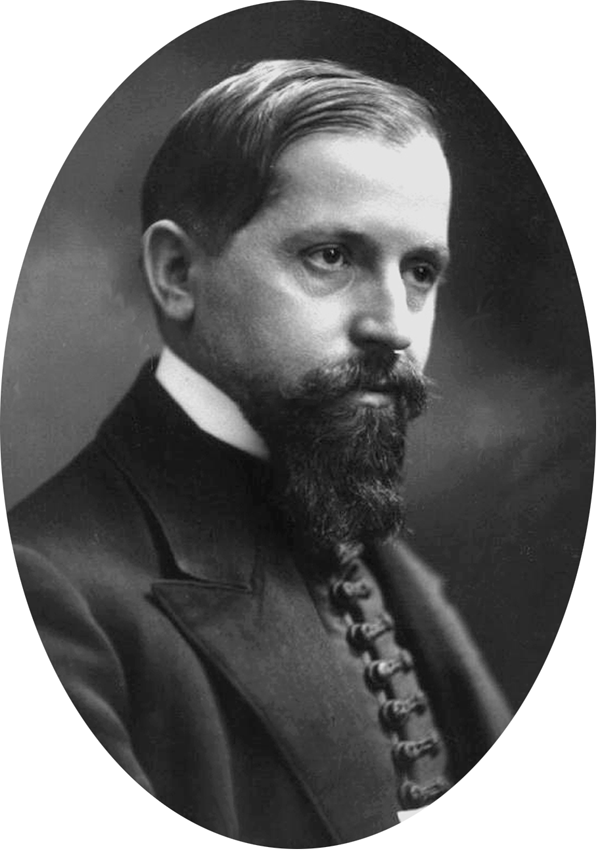
Porträt des Begründers, Iosif Trifa

Oastea Domnului (deutsch «Armee des Herren») ist eine Erneuerungsbewegung innert der rumänisch-orthodoxen Kirche, die 1923 von Iosif Trifa in Sibiu mitbegründet wurde. Sie startete zunächst als Laienbewegung, fand aber schnell viele Anhänger unter Geistlichen. Ideologisch weist sie Parallelen zum evangelikalen Protestantismus auf. Während ihrer Blütezeit in den 1930er und 1940er Jahren beteiligten sich Millionen Gläubige der rumänisch-orthodoxen Kirche an ihren Aktivitäten, die Evangelisation, das Verbreiten von Druckwerken und Treffen unter offenem Himmel ausmachten. Im kommunistischen Nachkriegsrumänien wurde die Organisation verboten. Später erkannte die rumänisch-orthodoxe Kirche sie als Laienbewegung mit Fokus auf Bibellektüre und der Intensivierung spirituellen Lebens an.
In den 1970er und 1980er Jahren war die Bewegung insbesondere in der Vojvodina aktiv. Gegenwärtig steht die Organisation unter der Leitung des rumänisch-orthodoxen Erzbischofs Serafim Joantă.